# Diego Martín Veloz
Diego Martín Véloz (Manzanillo, Cuba, 1876 – Salamanca, 12 de març de 1938) fou un polític espanyol.
Amb disset anys es va allistar en l'exèrcit per a lluitar en la Guerra de Cuba tractant d'impedir la independència de l'illa. Va rebre nombroses condecoracions però marxà de Cuba després de la independència. A Espanya continuà amb la seva carrera militar al Marroc i després a Madrid. Després d'abandonar l'exèrcit decidí instal·lar-se a la província de Salamanca per a dedicar-se a diversos negocis. En 1915 adquirí una finca a Villaverde de Guareña, i en 1917 s'inicia en la política, presentant-se a la Diputació Provincial de Salamanca, però va decidir retirar-se. A les eleccions generals espanyoles de 1919 fou elegit diputat a Corts per Salamanca pel Partit Agrari, una escissió del Partit Conservador. Fou escollit novament diputat a per Salamanca a les eleccions generals espanyoles de 1920 i per Peñaranda de Bracamonte a les de 1923.
Fou nomenat President Honorari de la Lliga d'Agricultors, fill Predilecte de l'Armuña (15 d'abril de 1923) i de Salamanca (6 de gener de 1921). El 5 de maig de 1922 va ser nomenat president del Casino de Salamanca, però als deu dies deixà el càrrec. En 1923 va fundar a Peñaranda el periòdic La Voz de Castilla, des del qual serà un dels principals suports de la premsa cap als conservadors. Durant aquests anys el seu caràcter li va causar també enemistats i enfrontaments com la que va mantenir al Congrés dels Diputats amb Indalecio Prieto. Aquest caràcter violent juntament amb la seva mala relació amb Unamuno són els factors més coneguts de la seva vida.
Durant la Segona República Espanyola va tractar de continuar amb la seva vida política com monàrquic, però sense èxit. Amb l'inici de la guerra civil fou nomenat President de la Diputació Provincial de Salamanca el 28 de juliol de 1936, però fou destituït l'1 d'agost de 1936. Durant aquest breu període la seva actuació va ser contradictòria; públicament buscava voluntaris per al front i se li atribueix la proposta d'usar la Forest de la Orbada per a dipositar els cossos dels afusellats, però també va ajudar a passar la frontera a persones que corrien perill. Pràcticament retirat de la vida política, va morir el 12 de març de 1938. El seu cosí Alejandro Martín Esteban va escriure en 1955, un relat sobre la seva família que aporta multitud de dades sobre Diego Martín Véloz, el llibre es titula Memorias y recuerdos.